# Palaeocastor

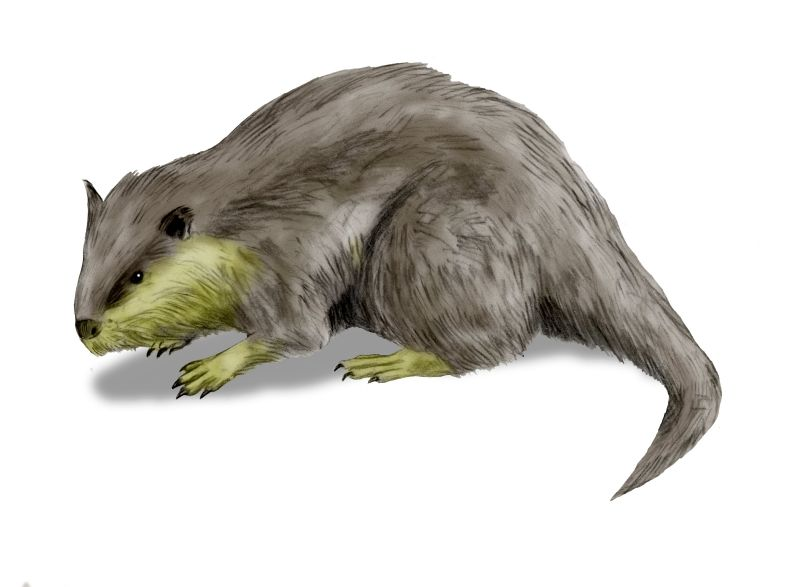
Реконструкція

Palaeocastor — вимерлий рід бобрів, який мешкав у пустинних землях Північної Америки в період від пізнього олігоцену до раннього міоцену. Palaeocastor був значно меншим за сучасних бобрів. Описано кілька видів, включаючи Palaeocastor fossor, Palaeocastor magnus, Palaeocastor wahlerti, Palaeocastor peninsulatus.
Деякі представники цього роду робили штопороподібні нори та тунелі. Як і багато ранніх касторид, Palaeocastor був переважно рийним, а не водним. Викопні рештки свідчать про те, що вони, можливо, жили сімейними групами, як сучасні бобри, і використовували репродуктивну стратегію K замість звичайної r-стратегії більшості гризунів. За розміром і середовищем проживання Palaeocastor fossor порівнюють із чорнохвостим луговим песиком (Cynomys ludovicianus).